# Jon Asklund
Jon Fredrik Asklund, född 30 april 1814 i Kåparp, Slaka församling, död 27 maj 1884 i Linköping, var en svensk tobaksfabrikör.
Jon Asklund var son till kronofjärdingsman Jonas Asklund och Maria Catharina Mattsdotter.
Han grundade 1846 tillsammans med tobakshandlaren Christian Fredrik von Nackreij (1806-1859) tobaksföretaget Firma C.F. von Nackreij & Co. Efter von Nackreijs död 1860, övertog Jon Asklund ensam fabriken, som namnändrades till Jon Asklunds Tobaksfabrik och blev Linköpings största industri. Den övertogs efter Jon Asklunds död 1884 av sonen Ernst Asklund (1846-1907). 
Jon Asklund var drivande bakom tillstånd för Linköping att bli stapelstad 1874. Detta gav rätt för staden att ha direkthandel med utlandet, och det första utländska skeppet till Linköpings hamn var lastat med tobaksblad till Jon Asklunds Tobaksfabrik. 
Jon Asklund gifte sig 1841 med Juliana Sofia Kristina Bergergren (1819-1881). Paret hade åtta barn.